# Americhernes oblongus
Espèce
Synonymes
- Chelifer oblongus Say, 1821
- Chelifer alius Leidy, 1877
- Chernes insuetus O. Pickard-Cambridge, 1892
- Chelifer communis pennsylvanicus Ellingsen, 1910

Americhernes oblongus est une espèce de pseudoscorpions de la famille des Chernetidae.

## Distribution
Cette espèce se rencontre aux États-Unis, au Canada et à Cuba. Elle a été introduite au Royaume-Uni.

## Description
Americhernes oblongus mesure de 1,7 à 2,8 mm.

## Publication originale
- Say, 1821 : An account of the Arachnides of the United States. Journal of the Academy of Natural Sciences of Philadelphia, vol. 2, p. 59-82 (texte intégral).